# Mimegralla tessmanni
Mimegralla tessmanni är en tvåvingeart som först beskrevs av Günther Enderlein 1922.  Mimegralla tessmanni ingår i släktet Mimegralla och familjen skridflugor. Inga underarter finns listade i Catalogue of Life.